# Mallig
Mallig (Bayan ng Mallig) är en kommun i Filippinerna. Kommunen ligger på ön Luzon, och tillhör provinsen Isabela. Folkmängden uppgår till 25 918 invånare.

## Barangayer
Mallig är indelat i 18 barangayer.
| - San Pedro (Barucbuc Sur) - Binmonton - Casili - Centro I (Pob.) - Holy Friday - Maligaya - Manano - Olango - Centro II (Pob.) | - Rang-ayan - San Jose Norte I - San Jose Sur - Siempre Viva Norte - Trinidad - Victoria - San Jose Norte II - San Ramon - Siempre Viva Sur |